# Peppermint Linux OS
Peppermint Linux OS 是一个以云为中心的操作系统，它基于Ubuntu Linux 操作系统的派生Lubuntu, 使用LXDE 桌面环境. Peppermint的开发者说明他们的理念是为使用Linux的新手提供一个熟悉的耗费较低资源的操作环境。

## 设计理念
Peppermint OS 自带较少的原生应用和一个传统的桌面界面。将Peppermint变得独一无二的源于其混合集成云端和本地应用的策略。为了替代传统的有常用功能的（比如文本处理，图像编辑）原生应用，它允许用户创建基于特殊站点的自定义浏览器冰应用（Ice application）

## 命名来源
Peppermint'的名字类似于Linux Mint. 开发者原本想要充分利用来自Linux Mint的开源的配置文件和应用程序使其只需更少的资源需求并且成为更加专注于基于网络的集成开发环境。他们发现，这种概念就像是给Mint添加了香料，因此胡椒粉（英语：Peppermint）就浑然天成。
与Linux Mint因使用其Cinnamon 桌面而著名相对应的是，Peppermint 基于LXDE的关键功能使用了轻量的默认桌面。就这样，至少于2010年的Peppermint 1.0发布，代表着它逐渐演变成了一款Linux发行版 。